# Georg Steinbrecher
Georg Wilhelm Steinbrecher (* 19. August 1878 in Berlin; † 7. November 1939 ebenda) war ein deutscher Politiker (SPD).

## Leben
Seine Eltern waren Gustav Emil Steinbrecher und Berta Luise geborene Füchsel.
Nach dem Besuch der Volksschule absolvierte Steinbrecher eine Maurerlehre. Er trat in die SPD ein, arbeitete von April 1920 bis 1930 als Parteisekretär für den SPD-Unterbezirk Grenzmark in Meseritz und von 1930 bis 1933 als Parteisekretär in Berlin-Lichtenberg.
Steinbrecher war von 1919 bis 1920 Stadtverordneter in Spandau. Er gehörte dem Provinziallandtag  der Grenzmark Posen-Westpreußen und dem Provinzialausschuss an. Von 1924 bis 1930 vertrat er die Grenzmark als stellvertretender Bevollmächtigter zum Reichsrat. Von 1930 bis 1932 war er als Nachrücker Abgeordneter des Preußischen Landtages.
Steinbrecher starb 1939 im Alter von 61 Jahren an Magenkrebs in seiner Berliner Wohnung. Er arbeitete zuletzt als Kaufmann. Seit 1909 war er verheiratet mit  Minna Berta Auguste geborene Tuchtenhagen.